# Worldwar: Striking the Balance
Striking the Balance ist der vierte Roman der Worldwar-Tetralogie des Autors Harry Turtledove. Nachdem im Jahr 1941 reptiloide Außerirdische über der Erde erschienen sind und einen religiös motivierten Eroberungsfeldzug begonnen haben, hat sich der Verlauf der Geschichte drastisch geändert und ein globaler Atomkrieg eskaliert weiter.
Das Buch wird von Colonization: Second Contact gefolgt.

## Inhalt
Die reptiloiden Angehörigen der Rasse (engl. The Race) wurden in den vorherigen Romanen, entgegen ihren Erwartungen der schnellen Eroberung einer von Primitiven bevölkerten Welt, von den Menschen mit Atomwaffen und Giftgas dezimiert, während ihre sonst an Kadavergehorsam erinnernde Loyalität zu ihren Vorgesetzten auch durch Drogenmissbrauch (Ingwer hat auf sie eine intensivere Wirkung als Kokain auf Menschen) zusehends erodierte.
Nachdem Franklin D. Roosevelt gestorben ist, wird Cordell Hull Präsident der Vereinigten Staaten, und die USA zünden im Kampf gegen die Rasse ihre erste Atombombe über Denver, was die Rasse mit dem atomaren Bombardement Floridas beantwortet.
Das Dritte Reich transportiert seinen ersten Atomsprengkopf mit einem U-Boot nach Alexandria und vernichtet dort eine Basis der Rasse. Diese vernichtet daraufhin Kopenhagen. Als die UdSSR in der Nähe von Saratov weitere Atomwaffen zündet, willigt der Anführer der Invasionsflotte Atvar in ein erneutes Treffen mit irdischen Diplomaten ein.
Vyacheslav Molotov, Joachim von Ribbentrop, Anthony Eden, Shigenori Tōgō und George C. Marshall reisen daher nach Kairo.
Die mit diesen Verhandlungen einhergehende Feuerpause nutzt Adolf Hitler jedoch, um Otto Skorzeny nach Polen zu entsenden, der Lodz mit einer Atombombe vernichten soll. Heinrich Jäger gelingt es allerdings, gemeinsam mit jüdischen Partisanen, die Bombe zu entschärfen und  Skorzeny zu töten.
Gleichzeitig stimmen die Vertreter der Rasse zu, sich aus den Gebieten der Vereinigten Staaten, der Sowjetunion und des Dritten Reiches zurückzuziehen und nur Polen als einen Pufferzone besetzt zu halten.
So endet der Krieg, aber die Menschen, besonders die Deutschen, sind weiterhin voller Hass auf die Rasse und dürsten nach Rache.

## Dramatis personæ
- Otto  Skorzeny
- Heinrich Jäger: Deutscher Panzerkommandant
- Jens Larssen: Am Manhattan-Projekt beteiligter Physiker
- Sam Yeager: Baseballspieler der Decatur Commodores
- Fleetlord Atvar: Oberster Kommandant der außerirdischen Invasionsflotte
- Ussmak: Führer eines Aufstandes unter den in Sibirien stationierten Soldaten der Rasse